# Garnison d'Aldershot
La garnison d'Aldershot, également connue sous le nom de ville militaire d'Aldershot, est une garnison majeure du sud-est de l'Angleterre, située entre Aldershot et Farnborough dans le Hampshire. Fondée en 1854, Aldershot est le siège de l'armée britannique bien que la taille de la garnison ait diminué ces dernières années. La garnison fut installée lorsque le Département de la guerre acheté une grande superficie de terrain près du village d'Aldershot, dans le but d'établir un camp d'entraînement permanent pour l'armée britannique. Au fil du temps, ce camp est devenu une ville militaire et continue d'être utilisé par l'armée jusqu'à nos jours. Il abrite le quartier général du commandement de soutien de l'armée et est également la base administrative de la 101e brigade logistique. La garnison abrite environ 70 unités et organisations militaires.
En 1972, la garnison a été le site de l'une des pires attaques de l'IRA sur le continent britannique à l'époque où une voiture piégée a explosé à l'extérieur du mess du quartier général de la 16e Brigade de parachutistes. L'IRA officiel a revendiqué la responsabilité, déclarant que l'attaque était une vengeance pour les tirs à Derry connus sous le nom de Bloody Sunday. Au moment de l'attaque, la garnison d'Aldershot était une garnison entièrement ouverte. Après l'attaque, l'armée a pris des mesures pour sécuriser la garnison en érigeant des barrières de sécurité autour de la plupart des casernes et des baraquements, ainsi qu'en introduisant des patrouilles de sécurité armées.
La zone de garnison couvre environ 500 acres. La population totale de la garnison est d'environ 10 500 personnes. Près de la ville militaire se trouve quelque 2 700 hectares de terrain d'entraînement militaire ouvert. La garnison d'Aldershot servira de plaque tournante pour la future super garnison du sud-est, qui comprendra des établissements satellites à Minley, Bordon, Sandhurst, Pirbright, Deepcut, Keogh, Arborfield, Winchester et Worthy Down.

## Histoire
Fondée en 1854, Aldershot a longtemps été considérée comme le foyer de l'armée britannique. La garnison a été établie lorsque le Département de la guerre a acheté une grande superficie de terrain près du village d'Aldershot, dans le but d'établir un camp d'entraînement permanent pour l'armée britannique. Au fil du temps, ce camp est devenu une ville militaire et continue d'être utilisé par l'armée jusqu'à nos jours.

### Débuts

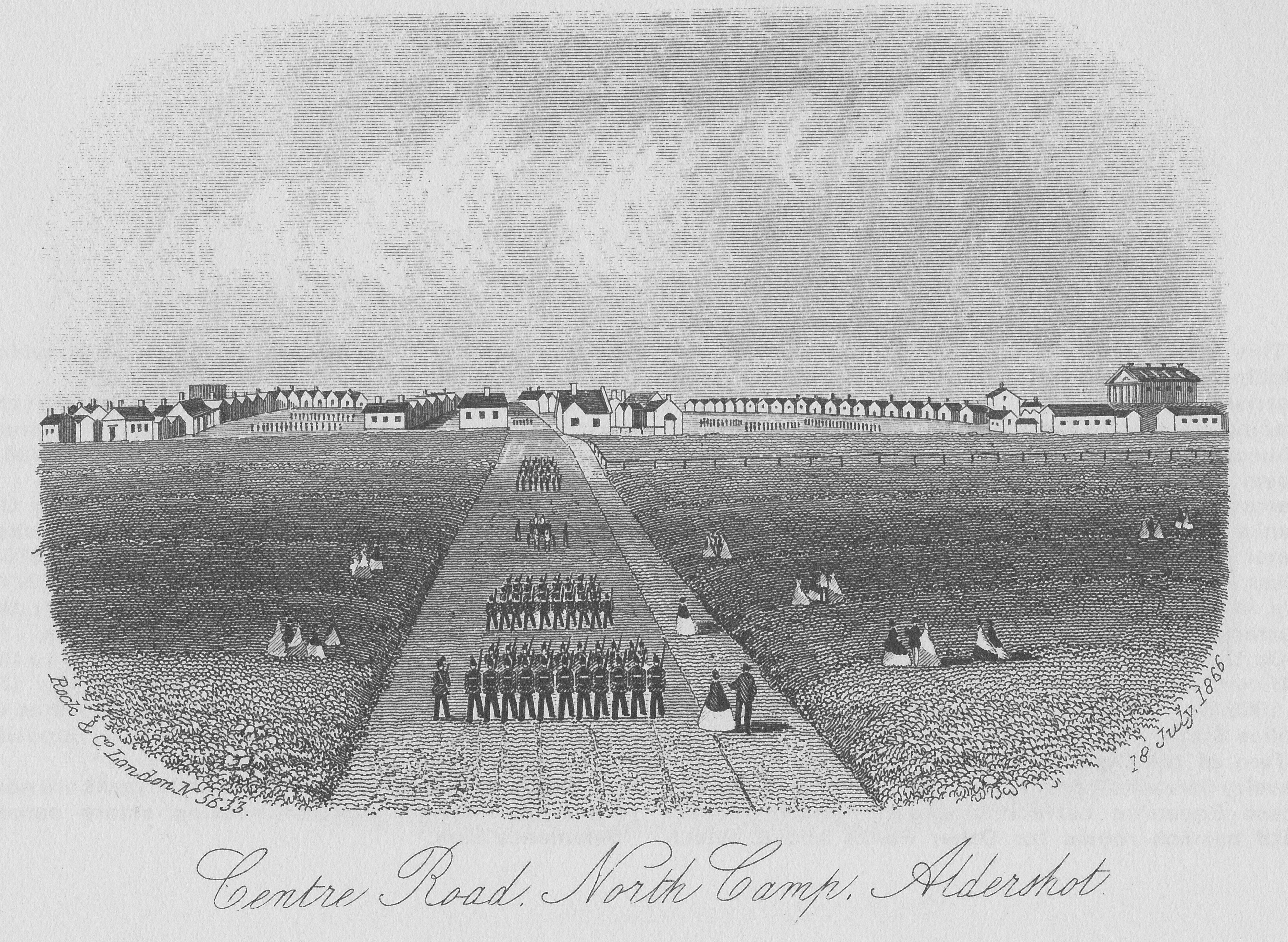
Gravure montrant la caserne en bois du camp nord en 1866

Avant la création du «Camp d'Aldershot», l'armée britannique n'avait pas de camp permanent unique pour former des troupes à grande échelle. Historiquement, les troupes étaient stationnées dans des garnisons établies depuis longtemps, dont beaucoup avaient une histoire militaire en tant que positions défensives médiévales ou antérieures. En 1852, après la mort de The Iron Duke, un groupe de réformateurs, dont le Prince Albert, forge une alliance qui visera à améliorer la formation de l'armée. En 1853, un camp d'été fut établi à Chobham Common et deux exercices militaires de taille divisionnaire furent effectués. Devant le succès de ces manœuvres, il fut décidé qu'un camp permanent était nécessaire où de tels exercices pourraient être régulièrement menés. Initialement, Reigate avait été choisi comme emplacement stratégiquement solide et suffisamment proche de Londres pour se défendre contre une invasion venue de l'autre côté de la Manche. Malgré ces avantages évidents, Reigate était situé dans des terres agricoles de premier choix qui s'avéreraient trop chères à l'achat. Lord Hardinge suggéra alors Aldershot Heath comme emplacement pour la nouvelle zone d'entraînement, car le terrain était moins cher, mais toujours assez proche de la côte sud pour défendre Londres. En janvier 1854, le Département de la guerre du gouvernement britannique acheta des zones de landes autour du petit village d'Aldershot à 12 £ l'acre. En 1861, environ 8 000 acres avaient été achetés.
À l'origine, il était uniquement prévu de mettre en place un camp de tentes pour une utilisation estivale. Cependant, après le déclenchement de la guerre de Crimée, il a fallu héberger un grand nombre de soldats, sur une plus longue période, et deux camps furent donc construits, l'un au nord et l'autre au sud du canal de Basingstoke. Entre 1854 et 1859, environ 1 200 cabanes en bois furent construites par un entrepreneur civil local, au coût de 100 263 £.

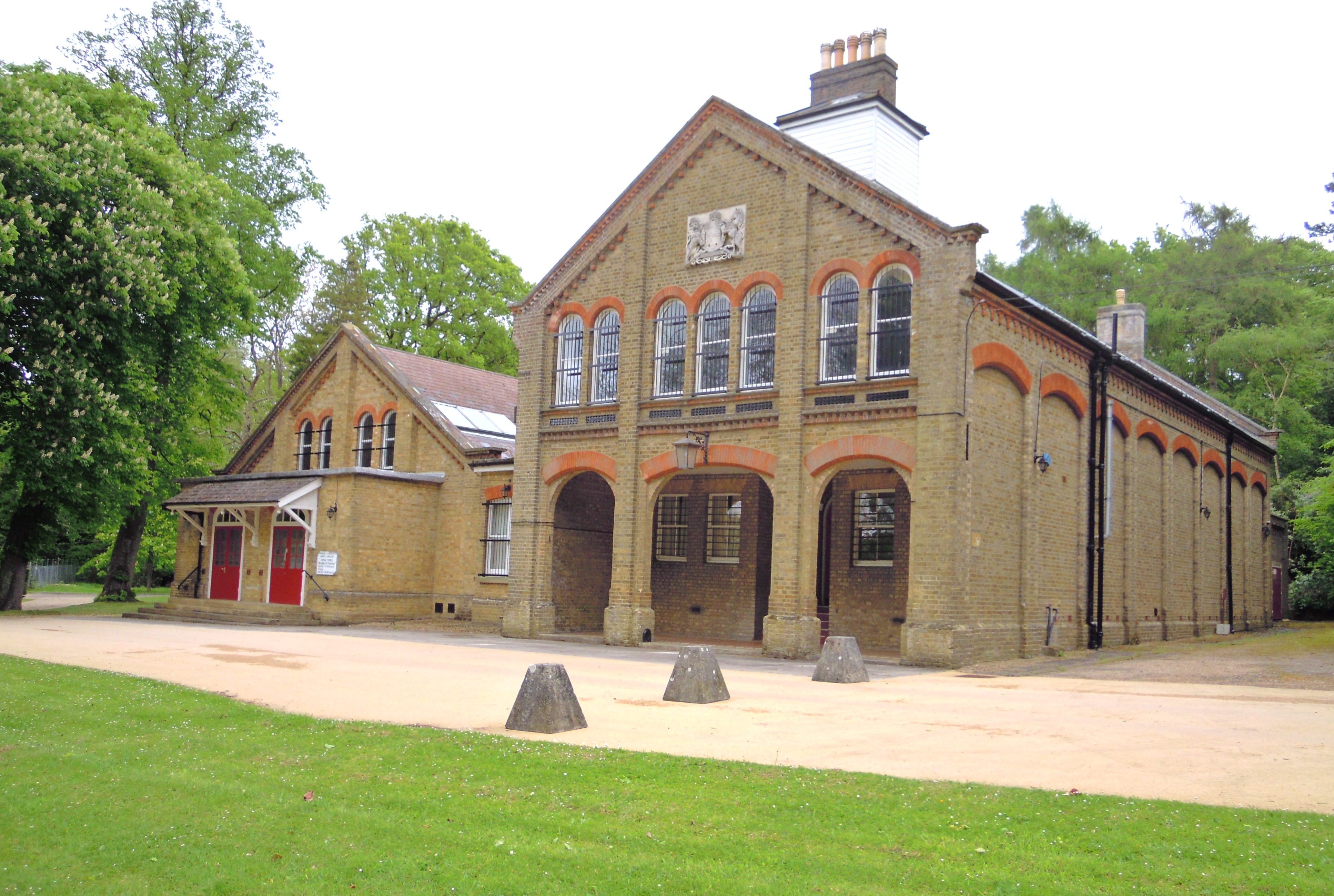
La bibliothèque du Prince Consort en 2014

La reine Victoria et le prince Albert ont montré un vif intérêt pour l'établissement et le développement d'Aldershot en tant que ville de garnison. En 1855, ils firent construire un pavillon royal en bois, dans lequel ils restaient souvent lorsqu'ils assistaient aux revues de l'armée. En 1860, le Prince Albert a créé et doté la bibliothèque du Prince Consort.
Après la guerre de Crimée, une division de troupes régulières était basée en permanence à Aldershot et «la division Aldershot» (y compris l'artillerie à Christchurch, Hampshire et la cavalerie à Hounslow, Middlesex ) est devenue l'un des plus importants commandements de l'armée britannique. En janvier 1876, un plan de mobilisation des forces en Grande-Bretagne et en Irlande fut publié, l'armée active étant divisée en huit corps d'armée basés sur les principaux commandements et districts. Le 2e Corps était basé à Aldershot. Ce schéma a disparu en 1881, lorsque les districts furent renommés «District Commands», avec Aldershot généralement répertorié comme IXe ou Xe. En 1898, (lorsque le fils de la reine Victoria, le duc de Connaught, était commandant général), le commandement d'Aldershot fut classé I sur la liste. De 1901 à 1908, le commandement d'Aldershot reçut le titre supplémentaire de I Army Corps.
La garnison fut par la suite considérée comme le siège de l'armée britannique. Ce statut s'est reflété dans l'utilisation d'Aldershot comme quartier général pour divers commandements régionaux au cours des 100 dernières années. Le commandement du QG Aldershot a continué d'exister jusqu'à février 1941, lorsqu'il fut remplacé par le quartier général d'Aldershot.

### AuXIXesiècle

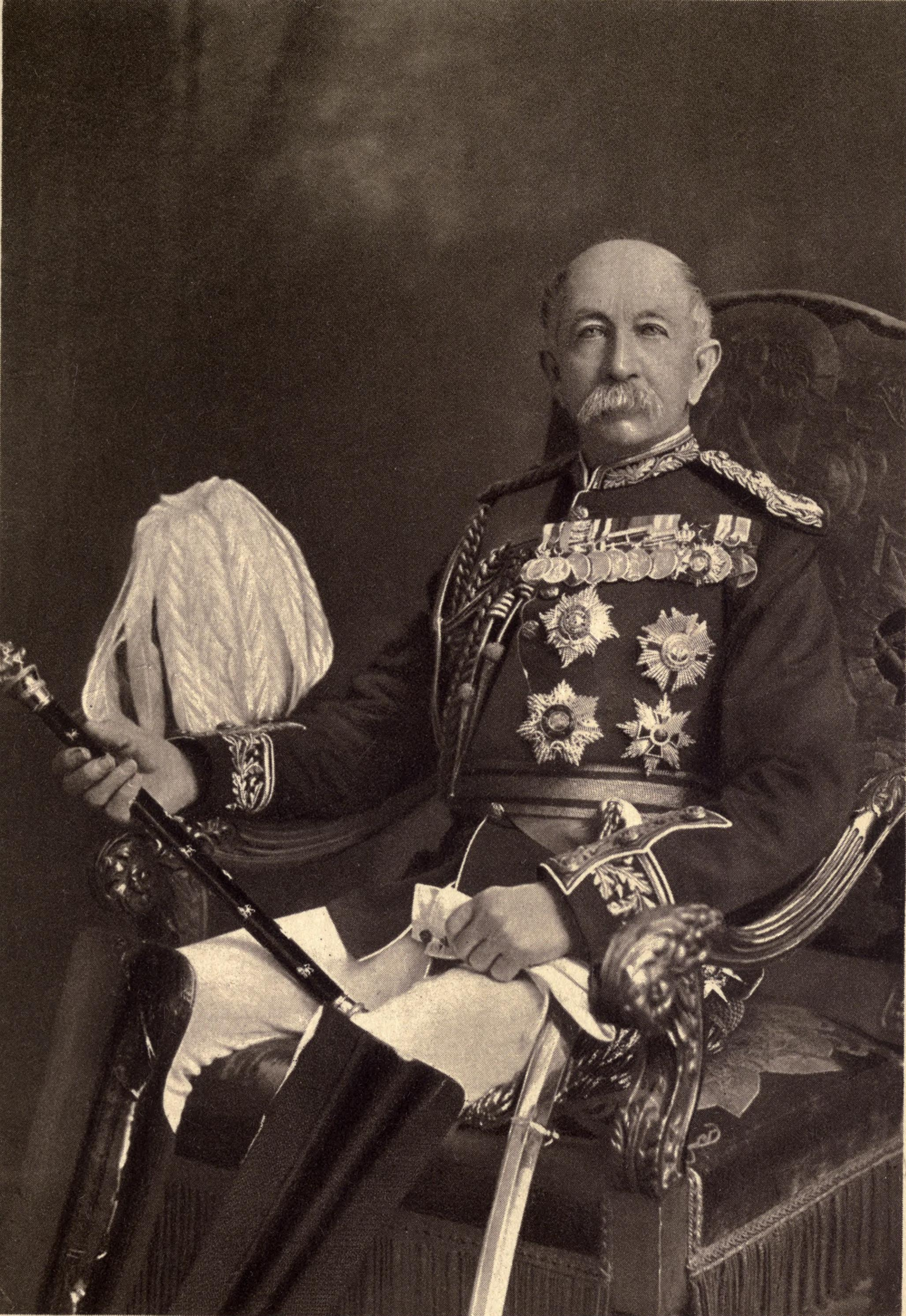
Sir Evelyn Wood, initialement major-général, puis promu lieutenant-général alors qu'il était en poste, a été nommé commandant de la division Aldershot en 1889. Il a joué un rôle important dans la reconstruction du camp d'origine

À la fin des années 1870, il a été décidé que le camp de tentes et baraques en bois d'origine devait être remplacé par des structures plus permanentes. Lorsque les cabanes en bois ont été construites dans les années 1850, l'entrepreneur avait garanti les cabanes pendant 13 ans. Dans la pratique, nombre de ces cabanes remplissaient toujours leur fonction quelque 30 ans plus tard. En novembre 1881, les premières mesures sont prises pour convertir le camp temporaire en caserne permanente. À cette époque, les deux premiers bâtiments en brique furent construits dans le camp nord.Ils furent rapidement suivis par la construction d'un certain nombre de bungalows en briques plus grands pour remplacer les conceptions en bois précédentes. La maison du gouvernement fut construite comme maison du commandant de garnison en 1883. Entre 1889 et 1893, les bâtiments en bois restants, à la fois au camp nord et au camp sud, furent remplacés par des bâtiments en briques. Le major-général Sir Evelyn Wood avait récemment été nommé commandant général à Aldershot et tenait à faire avancer la construction du nouvel hébergement. C'est également à sa demande qu'une convention pour nommer les casernes fut rédigée. Wood a plaidé pour que les nouvelles casernes soient toutes nommées pour commémorer les victoires britanniques célèbres; cette proposition a d'abord rencontré une certaine résistance, mais fut finalement adoptée. Les casernes de Stanhope Lines ont pris les noms des célèbres batailles des guerres napoléoniennes et celles de Marlborough Lines ont pris les noms des campagnes de Marlborough.

### AuXXesiècle
La maison Smith-Dorrien, l'installation sociale locale pour les soldats, fut achevée en 1909. La garnison était autrefois le quartier général du corps du Royal Corps of Transport et du Army Catering Corps. Lorsque ceux-ci fusionnèrent avec le Royal Logistic Corps en 1993, le quartier général du corps a déménagé à Deepcut Barracks. La garnison abritait également le Parachute Regiment depuis sa formation en 1940 jusqu'à ce que le régiment déménage à Colchester Garrison en 2003. Aujourd'hui, la garnison abrite le quartier général du Commandement de soutien de l'armée britannique et est également la base administrative de la 145e brigade (sud) et de la 101e brigade logistique. La garnison abrite environ 70 unités et organisations militaires.

#### Attaque de l'IRA de 1972
Le 22 février 1972, Aldershot a connu l'une des pires attaques de l'IRA sur le continent britannique de l'époque. Sept personnes, tous des membres du personnel de soutien civil, y compris des cuisiniers, des nettoyeurs et un prêtre catholique, furent tués et 19 personnes furent blessées, dans un attentat à la voiture piégée contre le mess du quartier général de la 16e brigade de parachutistes à la garnison d'Aldershot. Cette explosion fut ensuite revendiquée par l'IRA officielle comme une vengeance pour les tirs de Derry appelés le Bloody Sunday. Jusque-là, la ville militaire était ouverte, mais l'attaque a conduit à une action immédiate pour sécuriser les biens militaires. Une pierre commémorative a été placée sur le site du bombardement.

### AuXXIesiècle

#### Pandémie de coronavirus 2019-2020
En mars 2020, le ministère de la Défense a créé la COVID Support Force pour aider à lutter contre la pandémie de coronavirus de 2020 au Royaume-Uni. Le commandement et le contrôle de la force d'appui étaient basés à Aldershot Garrison.

## Casernes, bâtiments et géographie

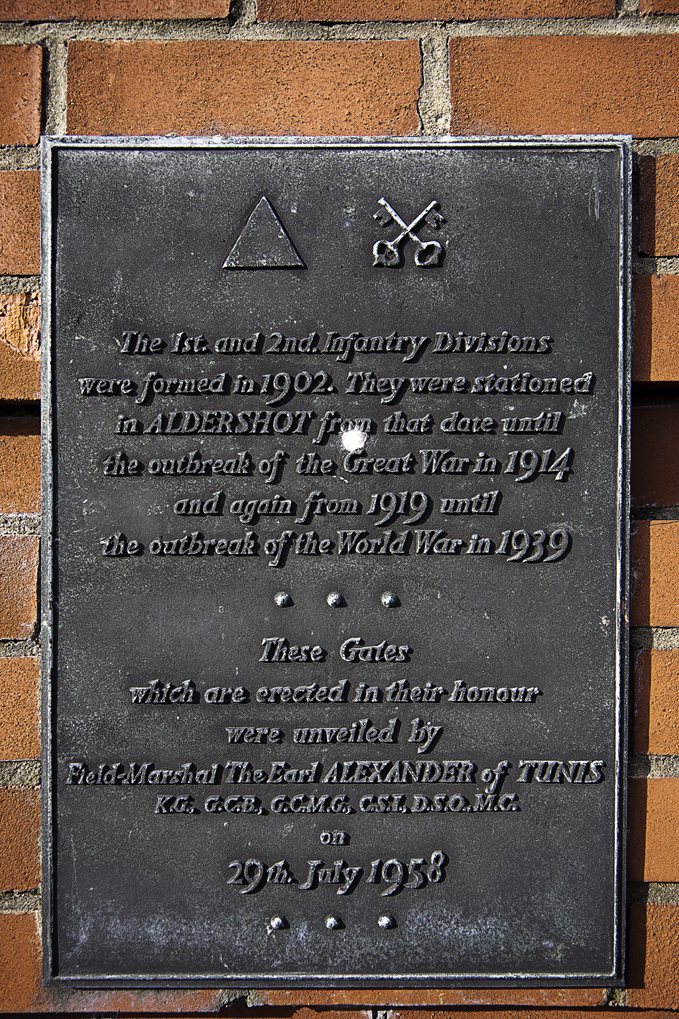
Portes de la 1re et de la 2e Division d'infanterie à l'église de la garnison royale d'Aldershot - All Saints

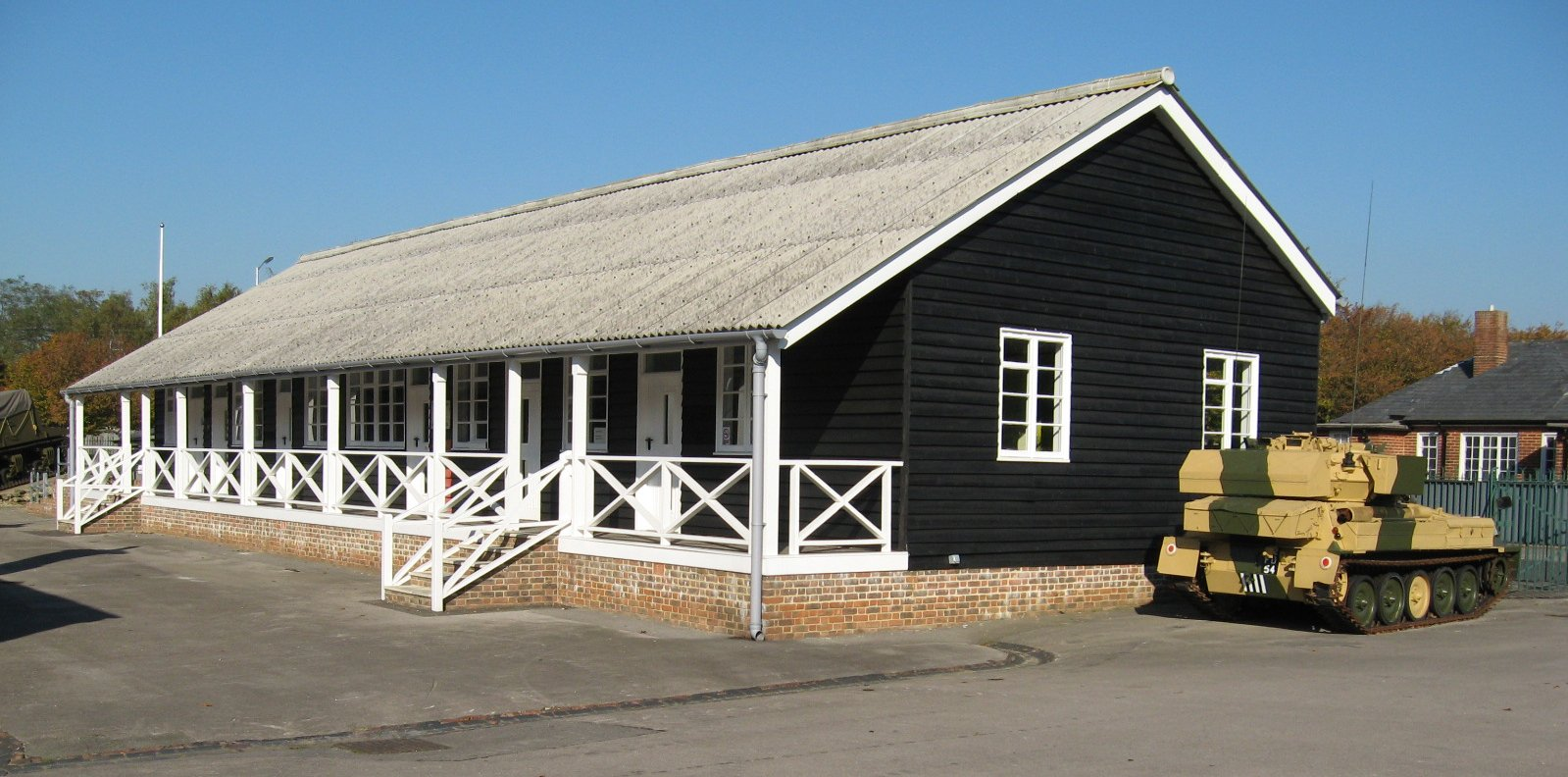
Bungalow de caserne en bois historique, qui fait maintenant partie du musée militaire d'Aldershot

### Ville militaire historique
Après la création d'Aldershot en tant que grand camp d'entraînement permanent dans les années 1850, la présence militaire a continué de croître. La garnison était divisée en camp nord et camp sud, de chaque côté du canal de Basingstoke. À mesure que de plus en plus de soldats arrivaient ils étaient d'abord hébergés dans des tentes en forme de cloche en raison d'une pénurie de logement permanent. Plus tard, des cabanes en bois furent construites, qui ont été à leur tour remplacées par des casernes en brique dans les années 1890. Une grande partie du camp victorien a été démoli dans les années 1960.

#### Camp Nord
Avant 1890, la garnison d'Aldershot manquait de logements permanents pour abriter la présence militaire croissante. À la suite de la Loi sur les casernes de 1890, le camp nord a été reconstruit avec des casernes en briques nommées: Blenheim, Lille, Malplaquet, Audenarde, Ramillies et Tournay. La nouvelle caserne a été construite par Henry Wells, un entrepreneur local en construction. Ce groupe de casernes est alors devenu connu sous le nom de Marlborough Lines. Aujourd'hui, la seule caserne survivante du groupe Marlborough Lines est la caserne de Lille. Les bâtiments victoriens ont été en grande partie démolis en 1958, puis reconstruits avec des installations plus modernes, bien que le mess des officiers d'origine ait survécu. La gare de North Camp est la gare d'origine de la garnison.

#### Camp Sud
La zone connue sous le nom de South Camp a été reconstruite à peu près en même temps que North Camp. La construction a été achevée par la même entreprise locale responsable de Marlborough Lines. Cette phase de construction a vu la construction de neuf casernes, à savoir: les casernes Albuhera, Barossa, La Corogne, Gibraltar, Maida, Buller, Mandora et McGrigor. Ce groupe de casernes est devenu connu sous le nom de Stanhope Lines. Beaucoup de ces casernes victoriennes en briques ont été démolies à la fin des années 1960, pour faire place à ce qui est maintenant Montgomery Lines. Une des casernes victoriennes a survécu, la caserne de Clayton qui est actuellement utilisée comme camp de transit pour loger des soldats venant à la garnison d'Aldershot pour des formations, ou pour des événements sportifs et des entraînements. Montgomery Lines fut achevée dans les années 1970 et a été construite sur le site de plusieurs casernes qui composaient autrefois Stanhope Lines. La caserne Buller survit également aujourd'hui, bien que la caserne victorienne d'origine ait été démolie à la fin des années 1960, elle a été reconstruite dans les années 1970.

### Ville militaire moderne
Aujourd'hui, la ville militaire compte environ 10 500 habitants. Elle se compose d'environ 3 900 soldats résidents, d'environ 1 000 militaires en transit ou en formation, de 770 fonctionnaires du ministère de la Défense et d'environ 5 000 personnes à charge. La garnison contient 2 145 logements de service pour les familles. Le reste de la garnison comprend des casernes, le stade militaire d'Aldershot, des terrains pour la parade de la Reine, le Garrison Sports Center et le Aldershot Center For Health, qui est une initiative conjointe du ministère de la Défense et des autorités locales. La garnison est principalement centrée autour du carrefour qui rejoint Queen's Avenue et Alison's Road. La ville militaire comprend des monuments locaux tels que l'observatoire d'Aldershot, la statue de Wellington, le mémorial RAMC, le cimetière militaire d'Aldershot, l'église de la garnison royale ainsi que d'autres églises. Près de la ville militaire se trouve quelque 2 700 hectares de zone d'entraînement militaire ouverte, ouverte au public lorsqu'elle n'est pas utilisée à des fins militaires.

## Brigades, régiments et unités
Dans le cadre du plan Armée 2020, les unités basées ici sont :
- HQ 101st Brigade Logistique
- HQ 11th Brigade d'infanterie et quartier général sud-est
- 1er Bataillon, Grenadier Guards
- 1er Bataillon, Scots Guards
- 3e Bataillon, Royal Gurkha Rifles - créé en 2018
- 4e bataillon, The Rifles
- 4 Régiment médical blindé
- RMP du 4 régiment
- 10 régiment logistique Queen's Own Gurkha RLC
- 27 Régiment RLC
- HQ 29 EOD & Search Group
- 22 Hôpital de campagne
- 2e Bataillon, Régiment royal de la princesse de Galles

Remarques:
- En novembre 2016, à la suite d'un examen de l'infrastructure de défense, il a été annoncé que 3 Regt RLC et 27 Regt RLC resteraient à leurs emplacements actuels, plutôt que d'échanger des casernes, comme annoncé précédemment[16].
- Le 15 décembre 2016, dans une réponse parlementaire écrite [17] il fut annoncé qu'Aldershot hébergerait un groupe de spécialistes de bataillons d'infanterie: les Royal Scots Borderers, 1er bataillon du Royal Regiment of Scotland; le 4e bataillon The Rifles; le 2e bataillon du régiment royal de la princesse de Galles et le 2e bataillon du régiment du duc de Lancaster. Pendant ce temps, le RMP du 4e Régiment serait rationalisé (c.-à-d. Dissous).

À Aldershot se trouve également l'école de formation physique de l'armée, qui est le siège du corps d'entraînement physique de l'armée royale.

## Développement futur

### Super garnison du sud-est
En 2010, l'armée a choisi la garnison d'Aldershot comme plaque tournante de la nouvelle super garnison du Sud-Est, qui comprendra des établissements satellites à Minley, Bordon, Sandhurst, Pirbright, Deepcut, Keogh, Arborfield, Winchester et Worthy Down.

### Extension urbaine d'Aldershot
Toujours en 2010, des plans ont été dévoilés pour que le gouvernement local et les planificateurs réaménagent une partie du terrain qui comprend la ville militaire selon l'extension urbaine d'Aldershot ou «AUE».

## Dans la littérature
La garnison d'Aldershot est mentionnée dans le premier paragraphe du poème de Rudyard Kipling Gunga Din .

## Voir également
- Aldershot 'Glasshouse'
- Chemin de fer suspendu à voie étroite Aldershot
- Liste des garnisons de l'armée britannique
- Liste des casernes de l'armée autour d'Aldershot
- Commande Aldershot
- Lettre d'Aldershot, court métrage de propagande canadien de 1942 à la garnison d'Aldershot